# Chanteloup (Eure)
Chanteloup ist eine Ortschaft und eine Commune déléguée in der französischen Gemeinde Marbois mit 96 Einwohnern (Stand: 1. Januar 2018) im Süden des Départements Eure in der Region Haute-Normandie. 
Die Gemeinde Chanteloup wurde am 1. Januar 2016 mit Le Chesne, Les Essarts und Saint-Denis-du-Béhélan zur Gemeinde Marbois als Commune nouvelle zusammengeschlossen. Sie gehörte zum Arrondissement Évreux und zum Kanton Verneuil-sur-Avre.
Chanteloup liegt etwa 18 Kilometer südwestlich von Évreux.

## Bevölkerungsentwicklung
| Jahr      | 1962 | 1968 | 1975 | 1982 | 1990 | 1999 | 2006 | 2013 | 2018 |
| --------- | ---- | ---- | ---- | ---- | ---- | ---- | ---- | ---- | ---- |
| Einwohner | 86   | 69   | 45   | 47   | 52   | 60   | 81   | 92   | 96   |